# 進藤昭男
進藤 昭男（しんどう あきお、1926年 - 2016年10月31日）は、通商産業省工業技術院（現産業技術総合研究所）に在籍した炭素繊維研究者。1961年広島大学より理学博士を取得（博士論文タイトルは"Studies on graphite fibre"）。日本化学会第25回化学技術賞受賞。
ポリアクリロニトリル（PAN）繊維を蒸し焼きにして生成する炭素繊維の発明者。1959年9月特許出願（アクリルニトリル合成高分子物より炭素製品を製造する方法）。1962年特許公告（特公昭37-4405号。関連する国内特許26件、海外特許7件）。1970年10社に実施受諾。
工業技術院（現産業技術総合研究所）では、1965年から1982年頃まで、進藤をリーダーとして、28社に技術指導を行った。
1977年11月紫綬褒章を受章。
産業技術総合研究所、経済産業省では、アクリル系炭素繊維が高温に耐え、強度に優れることの発見、国内特許（32件）、海外特許（10件）の取得、基本技術シーズの工業標準化（JIS）、企業に対する技術指導という発見から技術移転までの一連の流れを進藤モデルと名付け、公的研究機関の研究の理想的なあり方の一つと位置づけている。
現在、世界の構造部材用炭素繊維市場（3万トン）における日本企業の市場シェアは7割超となっている。
2016年10月31日、急性心不全のため死去。90歳没。

## 参考
進藤昭男：大阪工業技術試験所報告 317, 1-52(1961) 